# 克卜勒-160
克卜勒-160是星座天琴座中的主序帶恆星，大約在離開銀河臂的寬處。由美國國家航空暨太空總署領導的克卜勒任務首先詳細研究，發現他有顆類地行星。這顆恆星在質量和半徑上與太陽非常相似，有三顆已確認的行星和一顆未經證實的行星圍繞它運行。

## 特性
克卜勒-160恆星相當古老，沒有可探測到的星周盤。這顆恆星的金屬量是未知的，據報導的值相互衝突，是太陽金屬量的40%或160%。
在這個系統（以及所有其他系統）中，搜索外星智慧的突破聆聽沒有發現潛在的技術簽名。

## 行星系
克卜勒-160系統中的兩顆行星候選者於2010年被發現，於2011年初發表，並在2014年確認。儘管它們的軌道週期比接近1：3，但行星克卜勒-160b和克卜勒-160c沒有軌道共振。
2020年發現了位於適居帶的另一塊岩石凌日行星候選者KOI-456.04，由於凌日時間變化解中的殘差，懷疑有更多的非凌日行星。據研究人員所知，KOI-456.04看起來不到地球大小的兩倍，而且繞克卜勒-160運行的距離，顯然與地球到太陽的距離大致相同（一個完整的軌道是378天）。也許最重要的是，它接收的光量大約是地球從太陽獲得的93%。非凌日行星候選者克卜勒-160d的質量在1到100個地球質量之間，軌道週期在大約7到50天之間。
| 成員 (依恆星距離) | 质量     | 半長軸 (AU)            | 轨道周期 (天)               | 離心率 | 傾角 | 半径                  |
| ----------------- | -------- | ---------------------- | --------------------------- | ------ | ---- | --------------------- |
| b                 | —        | 0.05511+0.0019 −0.0037 | 4.309397+0.000013 −0.000012 | 0      | —    | 1.715+0.061 −0.047 R⊕ |
| c                 | —        | 0.1192+0.004 −0.008    | 13.699429+0.000018 −        | 0      | —    | 3.76+0.23 −0.09 R⊕    |
| d                 | 1—100 M⊕ | —                      | 7—50                        | —      | —    | —                     |
| e (未确认)        | ?        | 1.089+0.037 −0.073     | 378.417+0.028 −0.025        | 0      |      |                       |